# Merrin Dungey
Merrin Dungey (Sacramento, Califórnia, 6 de Agosto de 1971), é uma atriz de televisão e cinema. Apesar de ter começado pelo ballet e dança até aos 4 anos e de ter aprendido piano e de se ter tornado em patinadora no gelo, só começou a atuar com 18 anos. É conhecida pelo papel de Francie Calfo no drama de sucesso de televisão, Alias, e pela sua participação em Summerland (2004-2005). Fez participação na série da ABC Once Upon a Time como a vilã Úrsula na 4ª temporada (2015).